# 1986–1987-es spanyol labdarúgó-bajnokság (másodosztály)
A Segunda División 1986–87-es szezonja volt a bajnokság ötvenhatodik kiírása. A bajnokságban 18 csapat vett részt, a győztes a Valencia CF lett.
Ez volt a spanyol labdarúgás történetének leghosszabb szezonja. A bajnokság már csak 18 csapatból állt. Az első körben minden csapat kétszer játszott minden csapattal, ezután alakult ki az „alapszakasz” végeredménye. Ezután az összes csapatot három hatos csoportba osztották. Az A1 és A2 elnevezésű csoportok a bajnoki címért harcoltak, míg a B-ben szereplők célja eredetileg a kiesés elkerülése volt, ám a szezon közepén hozott, a bajnokság létszámának növeléséről hozott döntés miatt végül nem volt kieső.
Végül a csapatok a rájátszással együtt 44 mérkőzést játszottak.

## Első szakasz
| Jelmagyarázat:         |
| Rájátszás (A1 csoport) |
| Rájátszás (A2 csoport) |
| Rájátszás (B csoport)  |

| #  | Klub                 | M  | P     | Gy | D  | V  | RG | KG | GK  |
| -- | -------------------- | -- | ----- | -- | -- | -- | -- | -- | --- |
| 1  | Valencia CF          | 34 | 46+12 | 19 | 8  | 7  | 53 | 26 | +27 |
| 2  | Deportivo La Coruña  | 34 | 43+9  | 16 | 11 | 7  | 46 | 33 | +13 |
| 3  | CD Logroñés          | 34 | 41+7  | 16 | 9  | 9  | 46 | 33 | +13 |
| 4  | Celta Vigo           | 34 | 40+6  | 17 | 6  | 11 | 56 | 35 | +21 |
| 5  | Recreativo de Huelva | 34 | 39+5  | 18 | 3  | 13 | 53 | 44 | +9  |
| 6  | Sestao               | 34 | 38+4  | 13 | 12 | 9  | 38 | 23 | +15 |
| 7  | Elche CF             | 34 | 36+2  | 12 | 12 | 10 | 31 | 28 | +3  |
| 8  | Rayo Vallecano       | 34 | 35+1  | 10 | 15 | 9  | 28 | 28 | 0   |
| 9  | Bilbao Athletic      | 34 | 35+1  | 12 | 11 | 11 | 51 | 54 | -3  |
| 10 | CD Castellón         | 34 | 34    | 13 | 8  | 13 | 38 | 42 | -4  |
| 11 | Hércules CF          | 34 | 32-2  | 12 | 8  | 14 | 38 | 43 | -5  |
| 12 | CD Málaga            | 34 | 32-2  | 10 | 12 | 12 | 43 | 39 | +4  |
| 13 | Barcelona Atlètic    | 34 | 32-2  | 11 | 10 | 13 | 42 | 46 | -4  |
| 14 | Real Oviedo          | 34 | 30-4  | 9  | 12 | 13 | 33 | 46 | -13 |
| 15 | UE Figueres          | 34 | 29-5  | 9  | 11 | 14 | 39 | 40 | -1  |
| 16 | Cartagena FC         | 34 | 27-7  | 7  | 13 | 14 | 34 | 51 | -17 |
| 17 | Castilla CF          | 34 | 24-10 | 7  | 10 | 17 | 30 | 51 | -21 |
| 18 | Jerez Deportivo      | 34 | 19-15 | 4  | 11 | 19 | 21 | 58 | -37 |

## Rájátszás
| Jelmagyarázat: |
| Feljutott      |

### A1 csoport
| # | Klub                 | M  | P     | Gy | D  | V  | RG | KG | GK  |
| - | -------------------- | -- | ----- | -- | -- | -- | -- | -- | --- |
| 1 | Valencia CF 1        | 44 | 57+13 | 24 | 9  | 11 | 67 | 36 | +31 |
| 2 | CD Logroñés 2        | 44 | 54+10 | 22 | 10 | 12 | 59 | 43 | +16 |
| 3 | Recreativo de Huelva | 44 | 50+6  | 23 | 4  | 17 | 66 | 56 | +10 |
| 4 | Elche CF             | 44 | 48+4  | 17 | 14 | 13 | 45 | 43 | +2  |
| 5 | Hércules CF          | 44 | 41-3  | 16 | 9  | 19 | 55 | 56 | -1  |
| 6 | Bilbao Athletic      | 44 | 39-5  | 14 | 11 | 19 | 61 | 75 | -14 |

### A2 csoport
| # | Klub                | M  | P     | Gy | D  | V  | RG | KG | GK  |
| - | ------------------- | -- | ----- | -- | -- | -- | -- | -- | --- |
| 1 | Celta Vigo 1        | 44 | 54+10 | 23 | 8  | 13 | 71 | 41 | +30 |
| 2 | Sestao 2            | 44 | 52+8  | 19 | 14 | 11 | 47 | 27 | +20 |
| 3 | Deportivo La Coruña | 44 | 51+7  | 19 | 13 | 12 | 58 | 47 | +11 |
| 4 | CD Castellón        | 44 | 44    | 16 | 12 | 16 | 44 | 52 | -8  |
| 5 | Rayo Vallecano      | 44 | 41-3  | 12 | 17 | 15 | 40 | 44 | -4  |
| 6 | CD Málaga           | 44 | 40-4  | 12 | 16 | 16 | 57 | 57 | 0   |

1 A másodosztály győztese végül a Valencia CF lett, mert jobb teljesítménye volt, mint a Celta Vigónak.

2 A harmadik feljutó a CD Logroñés lett, a Sestaónál nyújtott jobb teljesítménye miatt.

### B csoport
| # | Klub              | M  | P     | Gy | D  | V  | RG | KG | GK  |
| - | ----------------- | -- | ----- | -- | -- | -- | -- | -- | --- |
| 1 | Barcelona Atlètic | 44 | 42-2  | 16 | 10 | 18 | 56 | 58 | -2  |
| 2 | UE Figueres       | 44 | 42-2  | 15 | 12 | 17 | 59 | 53 | +6  |
| 3 | Cartagena FC      | 44 | 42-2  | 14 | 14 | 16 | 52 | 67 | -15 |
| 4 | Real Oviedo       | 44 | 40-4  | 13 | 14 | 17 | 50 | 64 | -14 |
| 5 | Castilla CF       | 44 | 33-11 | 11 | 11 | 22 | 49 | 71 | -22 |
| 6 | Jerez Deportivo   | 44 | 22-22 | 5  | 12 | 27 | 32 | 78 | -46 |